# Trofeo Joaquín Segura
El Trofeo Joaquín Segura es un trofeo que se disputa anualmente desde 1969 en la ciudad de Tudela, perteneciente a Navarra. Se rinde homenaje a la memoria de Joaquín Segura Andrés, un expresidente del equipo del CD Tudelano. Los partidos se juegan en el  Estadio José Antonio Elola, que a partir de 2012 cambió su nombre por el de Estadio Ciudad de Tudela,   perteneciente al club local CD Tudelano.

## Palmarés
| Año       | Edición      | Campeón                | Resultado  | Subcampeón                          |
| --------- | ------------ | ---------------------- | ---------- | ----------------------------------- |
| 1969      | I            | Real Zaragoza          | 5-1        | CD Tudelano                         |
| 1970      | II           | Baracaldo CF           | 0-0 (pen)  | CD Tudelano                         |
| 1971      | III          | Baracaldo CF           | 1-1 (pen)  | CD Tudelano                         |
| 1972      | IV           | CA Osasuna             | 1-1 (pen)  | CD Tudelano                         |
| 1973      | V            | CD Tudelano            | 2-1        | CSD Concepción                      |
| 1974      | VI           | Deportivo Alavés       | 1-0        | CD Tudelano                         |
| 1975      | VII          | CD Tudelano            | 2-1        | SD Huesca                           |
| 1976      | VIII         | CD Tudelano            | 2-0        | Sestao SC                           |
| 1977      | IX           | CD Tudelano            | 1-1 (pen)  | CA Osasuna                          |
| 1978      | X            | CD Tudelano            | 2-2 (pen)  | Real Unión Club                     |
| 1979      | XI           | CD Logroñés            | 3-1        | CD Tudelano                         |
| 1980      | XII          | CD Tudelano            | 4-0        | CD Arnedo                           |
| 1981      | No disputado | -                      | -          | -                                   |
| 1982      | XIII         | CA Osasuna             | 3-1        | CD Tudelano                         |
| 1983-1993 | No disputado | -                      | -          | -                                   |
| 1994      | XIV          | CA Osasuna             | 2-1        | CD Tudelano                         |
| 1995      | No disputado | -                      | -          | -                                   |
| 1996      | No disputado | -                      | -          | -                                   |
| 1997      | XV           | CD Tudelano            | triangular | CA Osasuna CD Aluvión               |
| 1998      | XVI          | CA Osasuna             | triangular | CD Numancia de Soria CD Tudelano    |
| 1999      | XVII         | CD Tudelano            | 2-0        | CD Lourdes                          |
| 2000      | XVIII        | CD Tudelano            | 1-1 (pen)  | Real Madrid CF B                    |
| 2001      | XIX          | CD Numancia de Soria B | 2-2 (pen)  | CD Tudelano                         |
| 2002      | XX           | Real Sociedad B        | triangular | CD Tudelano CD Numancia de Soria B' |
| 2003      | XXI          | CD Numancia de Soria   | triangular | CD Tudelano Real Sociedad B         |
| 2004      | XXII         | CD Tudelano            | 2-1        | CD Varea                            |
| 2005      | XXIII        | CD Tudelano            | 2-2 (pen)  | CD Numancia de Soria                |
| 2006      | XXIV         | CD Tudelano            | 2-1        | CD Arnedo                           |
| 2007      | XXV          | CD Tudelano            | 6-0        | SD Ejea                             |
| 2008      | XXVI         | CD Tudelano            | 2-1        | CD Alfaro                           |
| 2009      | XXVII        | CD Numancia de Soria B | 1-1 (pen)  | CD Tudelano                         |
| 2010      | XXVIII       | SD Eibar               | 4-1        | CD Tudelano                         |
| 2011      | XXIX         | CD Tudelano            | 4-1        | SD Logroñés                         |
| 2012      | XXX          | CA Osasuna B           | 3-2        | CD Tudelano                         |
| 2013      | XXXI         | CD Tudelano            | 3-3 (pen)  | Real Madrid CF C                    |
| 2014      | XXXII        | CD Tudelano            | 3-0        | CD Guadalajara                      |
| 2015      | XXXIII       | CD Tudelano            | 2-1        | Deportivo Alavés                    |
| 2016      | XXXIV        | CD Tudelano            | 1-0        | SD Huesca                           |
| 2017      | XXXV         | CD Numancia de Soria   | 2-1        | CD Tudelano                         |
| 2018      | XXXVI        | CD Tudelano            | 1-1 (pen)  | Bilbao Athletic                     |
| 2019      | XXXVII       | CD Tudelano            | 0-0 (pen)  | Real Zaragoza                       |
| 2020      | XXXVIII      | CD Tudelano            | 2-2 (pen)  | CD Numancia de Soria                |
| 2021      | XXXIX        | CD Tudelano            | 1-0 (pen)  | SD Huesca                           |
| 2022      | XL           | CD Tudelano            | 1-0        | CD Calahorra                        |
| 2023      | XLI          | CD Izarra              | triangular | SD Tarazona CD Tudelano             |
| 2024      | XLII         | CD Numancia de Soria   | 5-0        | CD Tudelano                         |

## Campeones
| Equipo                 | Títulos | Ediciones |
| ---------------------- | ------- | --- |
| CD Tudelano            | 24      | 1973, 1975, 1976, 1977, 1978, 1980, 1997, 1999, 2000, 2004, 2005, 2006, 2007, 2008, 2011, 2013, 2014, 2015, 2016, 2018, 2019, 2020, 2021, 2022 |
| CD Numancia de Soria   | 4       | 1998, 2003, 2017 y 2024 |
| CA Osasuna             | 3       | 1972, 1982, y 1994 |
| Baracaldo CF           | 2       | 1970 y 1971 |
| CD Numancia de Soria B | 2       | 2001 y 2009 |
| Real Zaragoza          | 1       | 1969 |
| Deportivo Alavés       | 1       | 1974 |
| CD Logroñés            | 1       | 1979 |
| Real Sociedad B        | 1       | 2002 |
| SD Eibar               | 1       | 2010 |
| CA Osasuna B           | 1       | 2012 |
| CD Izarra              | 1       | 2023 |